# Clodomiro Amazonas
Clodomiro Amazonas Monteiro (Taubaté, 14 de março de 1883 - São Paulo, 22 de setembro de 1953) foi um pintor, desenhista, ilustrador e restaurador brasileiro. Paisagista, Clodomiro foi um pintor que se focou nas paisagens paulistanas, utilizando óleo, aquarela, carvão e pastel.

## Biografia
Clodomiro Amazonas nasceu no dia 14 de março de 1883, em Taubaté, interior do estado de São Paulo. Seu pai, Antônio Alves Monteiro, era um grande nacionalista e em grande parte foi responsável por transmitir esse sentimento aos filhos. Deu nome a seus filhos em homenagem aos rios do Brasil: Clodomiro Amazonas, Parnaíba e Tapajós. Clodomiro entrou em contato com a arte já na infância, brincando com tintas e fazendo a sua primeira pintura aos 8 anos de idade. Fez sua estreia profissional na pintura com 16 anos, restaurando telas e afrescos do Convento Santa Clara de Taubaté. Com a intenção de promover atividades culturais na cidade, ele funda em 1905 ao lado dos colegas Eusébio da Câmara Leal e Gastão a Associação Artística e Literária, com sede no Ginásio Estadual de Taubaté.
Apaixonou-se por uma mulher de Angra dos Reis e contra a vontade da família, casou-se aos 21 anos. Para sustentar a família mudou-se para São Paulo onde poderia ter maiores oportunidades de emprego. Isto se deu em 1906. Obteve colocação em um banco e, logo em seguida, numa repartição pública. Apesar de não gostar de fazer restaurações, ele precisou aceitar encomendas para complementar a renda familiar, composta pela esposa e oito filhos, quatro mulheres e quatro homens. Clodomiro também foi ilustrador em publicações como a Revista da Semana.
Em agosto de 1912, organizou sua primeira exposição no Salão Radium, em São Paulo. Apresentou trinta e cinco quadros, sendo vinte e quatro paisagens, nove figuras e duas naturezas-mortas. Por ainda não possuir muita experiência com a pintura, sua exposição foi considerada amadora.
Ambicionando uma bolsa para estudar na Europa através do Pensionato Artístico do Estado de São Paulo, em 1914 tomou aulas de pintura com Augusto Luís de Freitas e, em seguida, com Carlo de Servi. Apesar desse esforço em aprimorar-se, não lhe foi concedida a cobiçada bolsa visto que a Europa já se encontrava em guerra.
Sua segunda exposição foi em São Paulo, em março de 1918. Seguiram-se a partir disso uma série de exposições que o tornaram paulatinamente um pintor conhecido e admirado. A essa altura, o artista já vendia seus trabalhos com frequência. Clodomiro não queria ser um pintor apenas nas horas vagas e assim em 1923, ele abandonou seu emprego na prefeitura e passou a se dedicar somente à pintura.
Em 1926, realizou uma turnê artística pelo Norte e Nordeste, passando pelas cidades de Recife, Fortaleza e Belém do Pará. Lá, Clodomiro fez diversas exposições e aproveitou o cenário para pintar e aprender a interpretar paisagens. Ainda no mesmo ano, ao expor no Rio de Janeiro, ele apresentou quadros com paisagens do Maranhão, Ceará, Pará, Recife, Rio de Janeiro, São Paulo e Bahia.
O pintor mantinha contanto com diversos artistas, intelectuais e escritores como Monteiro Lobato, de quem era originário da mesma cidade, e era grande admirador de seu trabalho. Frequentemente visitava a redação de A Gazeta, onde encontrava amigos como Menotti del Picchia e o crítico Aristeu Seixas. Seu ateliê ficava localizado na rua Teodoro Baima, nº 1, perto da Igreja da Consolação. Lá, recebia visitas de pintores como José Wasth Rodrigues, Pedro Alexandrino, Georgina Albuquerque, Lopes de Leão, Campos Ayres e o poeta Cassiano Ricardo. Monteiro Lobato fez várias aquarelas neste ateliê.
Em 1929 expôs quadros cujos temas eram rios calmos, rios caudalosos, dias nublados e dia de chuva, o sol da tarde e recolhimento do gado. Por isso, o artista foi chamado de pintor do luar, um tema que na época era de grande interesse dos colecionadores.
Além das pinturas, Clodomiro Amazonas também gostava de escrever poesias. Nelas, é evidente o nacionalismo do artista e a sua paixão pela paisagem brasileira; Clodomiro acreditava que era um dos poucos artistas que conseguiam interpretá-la. O fato de não ter conseguido a bolsa para estudar na Europa, foi, no fim das contas, visto como algo positivo por ele, porque dessa forma não recebeu nenhuma influência da pintura de fora.
Clodomiro continuou expondo até 1951 os temas característicos da paisagem brasileira tropical. Ao final da carreira, não pintou mais luares românticos e deu mais enfoque às paisagens amplas e claras. Suas últimas exposições foram em 1953 nas cidades de Taubaté, Ubatuba, Atibaia, Resende, Lindoia e Barbacena. Clodomiro Amazonas faleceu em agosto de 1953, aos 70 anos.

## Obra e influências
Sua obra é basicamente paisagística, temática na qual se mostrou exímio. Bastante valorizados e procurados por colecionadores, os trabalhos de Clodomiro Amazonas são comparados em qualidade e beleza aos de Baptista da Costa, artista com quem entrou em contato ao se mudar para São Paulo. Clodomiro chega a fazer algumas naturezas-mortas, sobretudo no começo da carreira. Nelas, é evidente a influência de Pedro Alexandrino, pela escolha dos objetos e pela composição. Aliás, essa influência pode ser sentida em São Paulo em quase todos os pintores posteriores a Pedro Alexandrino.
Colinas, matas fechadas, riachos e árvores coloridas do interior de São Paulo são alguns dos elementos presentes em sua tela, como em Caminho com Jacarandá Paulista (1935). Isolado das novas propostas do movimento modernista, o artista se manteve alinhado com a pintura tradicional, fazendo uso de óleo, aquarela, pastel e carvão.
No começo da carreira, suas composições são mais detalhadas e as pinceladas são lisas. Ao longo dos anos, as pinceladas se tornaram mais amplas e o artista faz uso de espátulas. Em seu processo, Clodomiro usava croqui no local e depois em seu ateliê passava para a tela. Às vezes também usava fotografias que tirava, escolhendo trechos específicos das imagens. O artista também aproveitou alguns cartões postais do Rio de Janeiro, como o Trecho da Praia de Itapuca, em Niterói. Esse costume era comum para muitos artistas, que trouxeram essa inovação com seus estudos europeus. Tais procedimentos e temas foram empregados por outros artistas, como Wasth Rodrigues e Oscar Pereira da Silva.
O litoral paulista, com suas ilhas, praias e regiões cobertas pela Mata Atlântica também serviu de inspiração para inúmeros artistas. Benedito Calixto documentou a Baixada Santista no começo do século XX, Pedro Alexandrinho e Oscar Pereira da Silva tiraram inspiração de recortes do litoral para suas obras e Clodomiro fez registros das ondas revoltas do mar.

## Estilo e temas
As paisagens de Clodomiro eram comumente preenchidas por ipês-roxos e ipês-amarelos, quaresmeiras, sapucaieiras, trepadeiras, begônias e samambaias, temas clássicos da mata tropical. O Clodomiro que começou a carreira com pinceladas pequenas e lisas, com o passar do tempo se preocupava pouco com detalhes: deixava bem acabado apenas o local que queria chamar atenção. Usando traços largos, ele demonstrava firmeza no que estava pintando.
O céu era um elemento muito bem estruturado na obra do artista. Estudou as formações de nuvens e os mais diversos tons do céu, que iam do azul acinzentado até o amarelo alaranjado. No pôr-do-sol, as nuvens eram iluminadas pelos últimos raios. Nesses quadros, o enfoque no céu fazia dele o elemento central da tela. Dessa forma, o resto perdia a importância e ali ele colocava um campo, uma pequena estrada, nada com grandes detalhes.
Além do óleo, o artista usou carvão, pastel e a aquarela em tons claros e leves. Com o óleo, ele explorou os tons de verde, azul e cinza. Para direcionar o olhar e alegrar o quadro, pintava alguns detalhes em amarelo-ouro, amarelo-limão ou laranja.
Em menor escala, ele também pintou animais como a vaca, representada como um animal forte e calmo. A presença humana também é um elemento de alguns quadros, onde aparece um caboclo encostado em uma janela ou uma criança andando. Nessas telas, nota-se a falta do estudo de anatomia e de movimento.
Clodomiro era um selecionador daquilo que queria reproduzir. Sem se atentar em imitar a natureza, ele colocava suas emoções e temperamento, interpretando a paisagem à sua maneira. Assim, se sentisse necessidade de colocar uma árvore colorida na paisagem, ele o faria, mesmo que pudesse ser rotulado de fazer pintura decorativa. Foi considerado por muitos o pintor mais paulista de todos por nunca ter saído de São Paulo.

## Paisagismo como instrumento nacionalista
Na virada do século XIX para o século XX, entre os anos de 1890 a 1920, a cidade de São Paulo passou por um período de transformações que alteraram por completo o cenário urbano. No fenômeno que se conhece por Belle Époque Paulistana, a cidade herdou uma série de ideias, hábitos e valores étnicos novos, inspirados nos costumes europeus. Ascende, nesse período, a burguesia republicana e suas demandas progressistas que buscava formas de participação, sobretudo no campo artístico. Coincidindo com a vinda de artistas para expor em São Paulo (e o retorno de muitos deles da Europa após o início da Grande Guerra), acentuou-se o hábito das exposições. Paradoxalmente, nesse período os anseios nacionalistas também aumentaram, visando a valorização da terra e do povo brasileiro.
No campo da arte, os artistas que melhor manifestaram o desejo nacionalista foram Clodomiro Amazonas, Benedito Calixto, Antonio Parreiras e Batista da Costa. Ao reproduzirem a paisagem brasileira, eles correspondiam ao debate instaurado pela República de privilegiar a estética naturalista, em oposição à produção da Academia Imperial de Belas Artes. Na obra de Clodomiro, o nacionalismo estético é evidente no destaque da cor verde, muito presente ao fundo com as folhagens tropicais.
Contra a arte moderna, Clodomiro chamava seus adeptos de “futuristas”. Em 1945, ele escreve uma carta ao jornal A Gazeta expondo suas opiniões e assina o artigo com “Clodomiro Amazonas, artista acadêmico.”

## Exposições individuais
Dentre suas principais exposições individuais:
- 1912 — Liceu de Artes e Ofícios de São Paulo, São Paulo, SP
- 1918 — Juiz de Fora, MG
- 1918 — São Paulo, SP
- 1919 — Taubaté, SP
- 1921 — Casa Brotero, São Paulo, SP
- 1922 — Rio de Janeiro, RJ
- 1923 — São Paulo, SP
- 1924 — São Paulo, SP
- 1924 — São Paulo, SP Rua XV de Novembro
- 1925 — Fortaleza, CE
- 1926 — Rio de Janeiro, RJ
- 1926 — São Paulo, SP Rua da Quitanda
- 1928 — Galeria Blanchon, São Paulo, SP
- 1929 — São Paulo, SP
- 1931 — Casa Assunpção, São Paulo, SP
- 1933 — São Paulo, SP
- 1934 — São Paulo, SP
- 1944 — São Paulo, SP
- 1946 — Galeria Benedetti, São Paulo, SP
- 1948 — São Paulo, SP
- 1949 — Galeria Itá, São Paulo, SP
- 1951 — Galeria Itá, São Paulo, SP
- 1953 — Galeria Rio Branco, São Paulo, SP
- 1955 — Galeria Sete de Abril, São Paulo, SP

## Exposições coletivas
Já dentre suas principais exposições coletivas:
- 1934 — Salão Paulista de Belas Artes, São Paulo, SP
- 1937/38 — Salão Paulista de Belas Artes, São Paulo, SP
- 1939 — Salão Paulista de Belas Artes, São Paulo, SP
- 1940 — Salão Paulista de Belas Artes, São Paulo, SP
- 1942 — Salão Paulista de Belas Artes - Galeria Prestes Maia, São Paulo - SP
- 1942 — Grande Exposição de Belas Artes - Porto Alegre, RS
- 1953 — Salão Paulista de Belas Artes - Galeria Prestes Maia, São Paulo, SP
- 1956 — 50 Anos de Paisagem Brasileira - Museu de Arte Moderna de São Paulo
- 1980 — A Paisagem Brasileira — 1650-1976 - Paço Das Artes, São Paulo, SP
- 1983 — Festival de Inverno de Campos do Jordão - Campos do Jordão, SP
- 1985 — 100 Obras Itaú - Museu de Arte de São Paulo Assis Chateaubriand (Masp)
- 1986 — Dezenovevinte — uma virada no século - Pinacoteca do Estado de São Paulo
- 1989 — Pintura Brasil Século XIX — Obras do acervo do Banco Itaú - Itaugaleria, São Paulo, SP
- 1990 — A Coleção de Arte do Município de São Paulo - Museu de Arte de São Paulo Assis Chateaubriand (Masp)
- 1991 — Imagens Paulistanas - Paço das Artes, São Paulo, SP
- 1993 — Seis Grandes Pintores - Santos, SP
- 1995 — Da Marinha à Natureza Morta - Campinas, SP
- 2001 — Paisagens Brasileiras - Jo Slaviero Galeria de Arte - São Paulo, SP
- 2003 — Pintores do Litoral Paulista - Sociarte, São Paulo, SP
- 2011 — Arte e Cultura no Vale do Paraíba - Palácio Boa Vista, Campos do Jordão, SP
- 2001 — Paisagens Brasileiras - Jo Slaviero Galeria de Arte - São Paulo, SP
- 2003 — Pintores do Litoral Paulista - Sociarte, São Paulo, SP
- 2011 — Arte e Cultura no Vale do Paraíba - Palácio Boa Vista, Campos do Jordão, SP